# Papa (film, 2004)
Pour les articles homonymes, voir Papa.
Papa (Папа) est un film russe de Vladimir Machkov, sorti en salles en 2004, d'après la pièce d'Alexandre Galitch Le Silence du marin et selon un scénario de Vladimir Machkov et Ilya Rubinstein. Les producteurs sont Vladimir Machkov, Mikhaïl Zilbermann (ru) et Igor Tolstounov.
Le film a été tourné à Moscou et Kamenets-Podolski entre le 24 mai et le 16 novembre 2003.

## Argument
L'histoire se passe dans les années 1930. Un père (Abraham Schwarz) est admiratif du talent de son jeune fils violoniste (David) et l'encourage dans sa carrière. Entré au conservatoire, son fils en devient le meilleur élève. Tout ce que le père demande, c'est d'assister à la gloire de son fils ; mais celui-ci, qui remplit les salles de concert, est gêné et a honte de son père.
Finalement des années plus tard, le fils comprend l'amour de son père. Un père qui a toujours tout pardonné, car l'amour paternel est éternel.

## Distribution
- Vladimir Machkov : Abraham Schwarz, le père
- Egor Beroïev : David Schwarz, le fils
- Andreï Rosendent : David Schwarz, à douze ans
- Ksenia Glinka : Lioudmilla
- Olga Krasko : Tania
- Olga Mirochnikova : Xania
- Ksenia Barkalova : Xania à douze ans
- Sergueï Dreyden : Meier Woolf
- Anatoli Vassiliev : Ivan Tchernychov
- Arthur Smolianinov : Lentchik
- Andreï Smoliakov : Odintsov